# Castration du maïs
 (janvier 2016).
Si vous disposez d'ouvrages ou d'articles de référence ou si vous connaissez des sites web de qualité traitant du thème abordé ici, merci de compléter l'article en donnant les références utiles à sa vérifiabilité et en les liant à la section « Notes et références ».
 (janvier 2016).

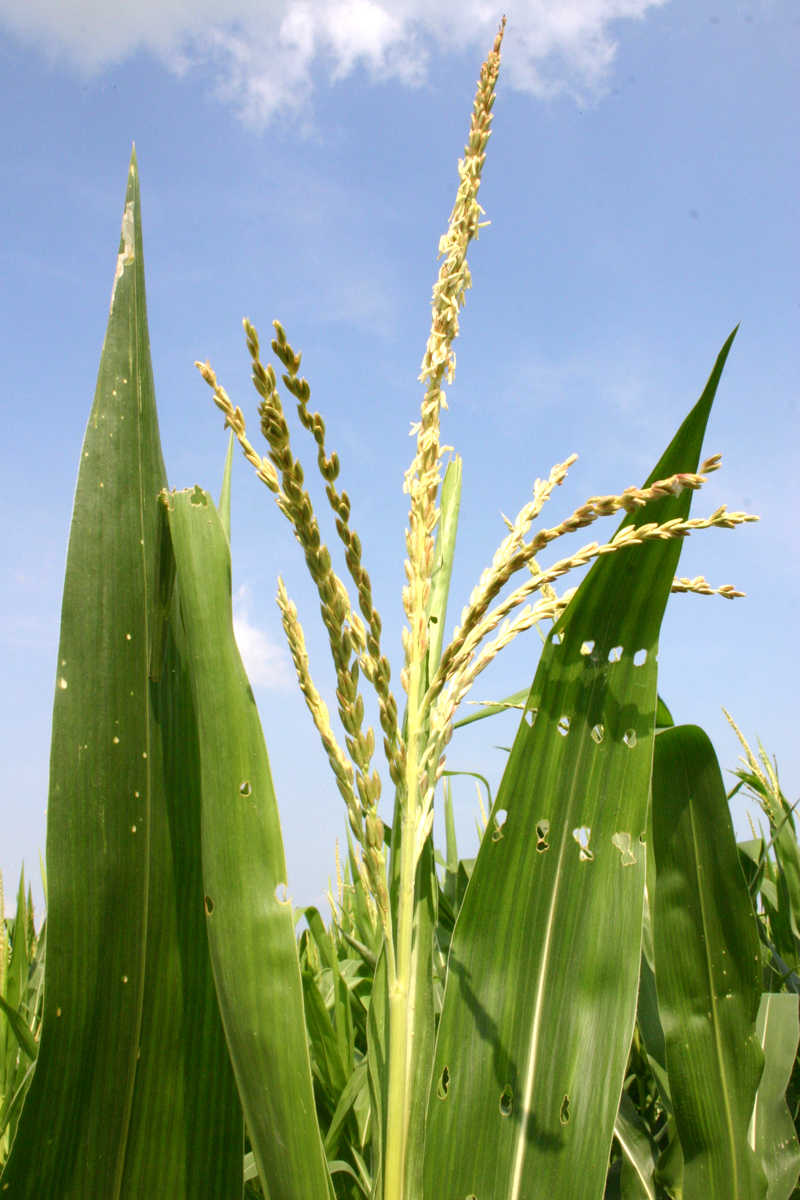
Panicule (inflorescence mâle) du maïs.

La castration du maïs, ou écimage du maïs, consiste à enlever les fleurs mâles de plants de maïs en ôtant la panicule terminale afin de contrôler la pollinisation lors de la production d'hybrides. Cette opération est rendue possible par le fait que le maïs, contrairement à d'autres céréales, est une plante monoïque, c'est-à-dire dont les fleurs mâles et femelles sont séparées (tout en étant sur la même plante). 
Ce procédé sert à ce que les fleurs femelles (qui donneront les épis) soient fécondées par les fleurs mâles épargnées.
L'écimage du maïs peut se faire manuellement ou par des procédés mécaniques. Une alternative consiste à utiliser des lignées possédant un gène de stérilité mâle, lignées obtenues par croisement ou par modification génétique.

## Localisation
En France cette pratique est principalement exécutée dans la Drôme, le Gers, l'Auvergne et dans les Landes.
Le plus souvent pratiquée par des étudiants (à partir de 15 ans), c'est un travail saisonnier de mi-juillet à début août.

## Principe
Chaque plante porte une partie mâle et une partie femelle. Pour former des hybrides entre une variété A qui jouera le rôle de mâle et B, qui jouera le rôle de femelle et portera les épis du maïs hybride désiré, on alterne typiquement trois rangées de la variété A et quatre rangées de la variété B. On enlève les parties mâles (fleur) sur la variété B ; seul le pollen des plantes de la variété A, sur lesquelles on aura laissé la fleur se développer, se déposera sur les soies des épis: 
- les rangées de plantes de la variété A, sur lesquelles on a laissé les fleurs, s'auto-fécondent et donneront donc des épis de la variété A;

- les rangées de plantes de la variété B, que l'on a castrées (ou écimées), sont fécondées par le pollen des plantes de la variété A et donneront donc des épis hybrides.